# Liste der Naturdenkmale in Mecklenburg-Vorpommern
Die Liste der Naturdenkmale in Mecklenburg-Vorpommern nennt die Listen der in den Landkreisen und kreisfreien Städten von Mecklenburg-Vorpommern gelegenen Naturdenkmale.

## Naturdenkmallisten
| Landkreis/Kreisfreie Stadt            | Liste                                                            |
| ------------------------------------- | ---------------------------------------------------------------- |
| Landkreis Ludwigslust-Parchim         | Liste der Naturdenkmale im Landkreis Ludwigslust-Parchim         |
| Landkreis Mecklenburgische Seenplatte | Liste der Naturdenkmale im Landkreis Mecklenburgische Seenplatte |
| Landkreis Nordwestmecklenburg         | Liste der Naturdenkmale im Landkreis Nordwestmecklenburg         |
| Landkreis Rostock                     | Liste der Naturdenkmale im Landkreis Rostock                     |
| Rostock                               | Liste der Naturdenkmale in Rostock                               |
| Schwerin                              | Liste der Naturdenkmale in Schwerin                              |
| Landkreis Vorpommern-Greifswald       | Liste der Naturdenkmale im Landkreis Vorpommern-Greifswald       |
| Landkreis Vorpommern-Rügen            | Liste der Naturdenkmale im Landkreis Vorpommern-Rügen            |